# Trnkov
Trnkov (1927–1948 slowakisch „Kokyňa“ – bis 1927 „Kokíňa“ oder „Kokíňa“; ungarisch Kiskökény – bis 1907 Kökény) ist eine Gemeinde im Osten der Slowakei mit 333 Einwohnern (Stand 31. Dezember 2024) im Okres Prešov, einem Teil des Prešovský kraj, und wird zur traditionellen Landschaft Šariš gezählt.

## Geographie
Die Gemeinde befindet sich am Nordrand des Talkessels Košická kotlina am Bach Trnkovský potok in Einzugsgebiet des Sekčov und weiter der Torysa. Das Ortszentrum liegt auf einer Höhe von 304 m n.m. und ist 11 Kilometer von Prešov entfernt.
Nachbargemeinden sind Lada im Norden und Osten, Okružná im Süden und Kapušany im Westen und Nordwesten.

## Geschichte

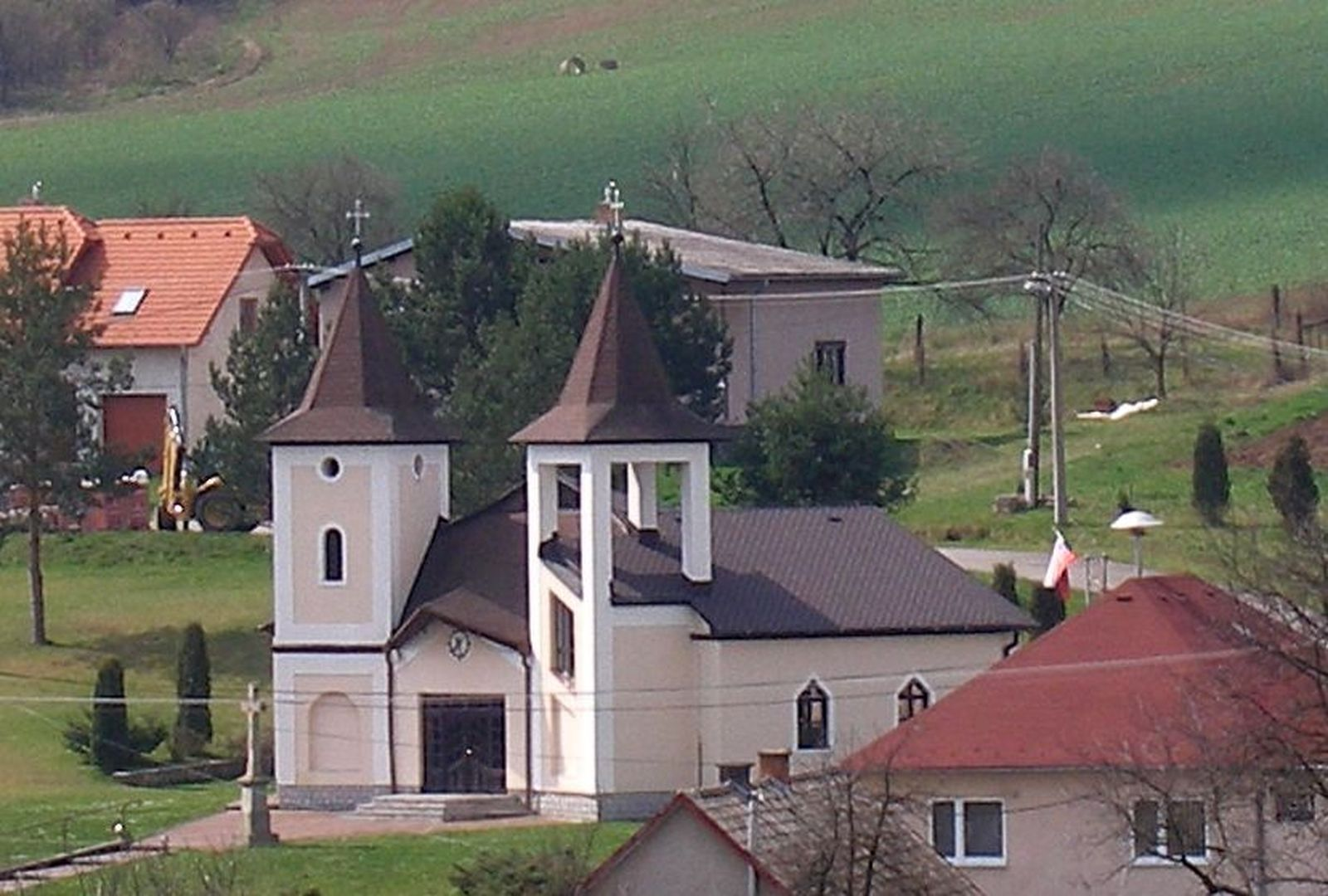
Kirche im Ort

Trnkov wurde zum ersten Mal 1330 als Cohita, Cocia schriftlich erwähnt, weitere historische Bezeichnungen sind unter anderen Keken (1345), Kuken (1355), Koken (1427), Kokinna (1773) und Kuchyňa (1808). Das Dorf war Teil der Herrschaft der Burg Kapušany und Besitz des Geschlechts Kapy, 1427 wurden 10 Porta verzeichnet. 1787 hatte die Ortschaft 14 Häuser und 94 Einwohner, 1828 zählte man 21 Häuser und 193 Einwohner, die als Landwirte und Waldarbeiter beschäftigt waren.
Bis 1918/1919 gehörte der im Komitat Sáros liegende Ort zum Königreich Ungarn und danach zur Tschechoslowakei beziehungsweise heute Slowakei. Nach dem Zweiten Weltkrieg wurde die örtliche Einheitliche landwirtschaftliche Genossenschaft (Abk. JRD) im Jahr 1959 gegründet, ein Teil der Einwohner pendelte zur Arbeit nach Prešov.

## Bevölkerung
| Jahr                | 1994 | 2004     | 2014     | 2024     |
| ------------------- | ---- | -------- | -------- | -------- |
| Anzahl der Personen | 181  | 207      | 228      | 333      |
| Unterschied         |      | +14,36 % | +10,14 % | +46,05 % |

| Jahr                | 2023 | 2024    |
| ------------------- | ---- | ------- |
| Anzahl der Personen | 308  | 333     |
| Unterschied         |      | +8,11 % |

Nach der Volkszählung 2011 wohnten in Trnkov 232 Einwohner, davon 218 Slowaken sowie jeweils ein Russine und Tscheche. Zwei Einwohner gab eine andere Ethnie an und 10 Einwohner machten keine Angabe zur Ethnie.
146 Einwohner bekannten sich zur griechisch-katholischen Kirche, 56 Einwohner zur römisch-katholischen Kirche sowie jeweils sechs Einwohner zur Evangelischen Kirche A. B. und zur orthodoxen Kirche. Drei Einwohner waren konfessionslos und bei 15 Einwohnern wurde die Konfession nicht ermittelt.

## Baudenkmäler
- moderne griechisch-katholische Kirche Schutz der Gottesmutter aus dem Jahr 1994

## Verkehr
Durch Trnkov führt die Straße 3. Ordnung 3434 von Lada (Anschluss an die Straße 1. Ordnung 18) nach Okružná. Der nächste Bahnanschluss ist in Lada an der Bahnstrecke Strážske–Prešov.